# Phare de Cape Ventė

Le phare de Cape Ventė (en lituanien : Ventės rago švyturys) est un phare actif qui est situé dans la municipalité du district de Šilutė, donnant sur la lagune de Courlande, en Lituanie.
Il est géré par l'Inspection de la navigation intérieure du Niémen. Il fait partie du Nemunas Delta Regional Park (en).

## Histoire
Une première balise en bois, avec une lampe à huile, a été mise en fonction sur ce point en 1837. Cet endroit de la lagune de Courlande était réputé dangereux pour la navigation jusqu'au creusement du canal Guillaume, de 1963 à 1873, reliant Memel à la rivière Minija pour aboutir dans la lagune
Le phare actuel, datant de 1960, n'a plus beaucoup d'importance car la navigation n'y est plus très intense. Les locaux attenant au phare sont maintenant occupés par la Station Ornithologique, depuis 1929, qui dispose aussi d'un musée. elle fait partie du Tadas Ivanauskas Zoological Museum (en) de Kaunas.

## Description
Le phare est une tour octogonale en brique rouge  de 11 mètres de haut, avec galerie et lanterne blanche, attenante à une grande maison de gardien. Son feu fixe émet, à une hauteur focale de 13 mètres, une lumière blanche. Sa portée nominale est de 3.5 km.
Identifiant : ARLHS : LIT-008 .
|              |
| Timbre poste |

|          |
| Le phare |

### Lien connexe
- Liste des phares de Lituanie